# Пойманный с поличным
«Пойманный с поличным» (англ. Red-Handed) — пятнадцатый эпизод американского телевизионного сериала в жанре фэнтези «Однажды в сказке». Премьерный показ серии в США состоялся 11 марта 2012 года на телеканале ABC. Центральным персонажем эпизода стала героиня Меган Ори — Красная Шапочка в Зачарованном лесу и Руби в Сторибруке.

## Сюжет

### В Зачарованном лесу
В небольшой деревне в Волшебном лесу мы видим Красную Шапочку, или Руби (Меган Ори) и Питера (Джесси Хатч), который пришёл в гости к ней, но потом её зовёт её бабушка (Беверли Эллиотт). Группа жителей стучатся в их дверь дома: они планируют пойти ловить гигантского волка, который убивал овец. Шапочка спрашивает, может ли она пойти, но бабушка не позволяет, только велит оставаться в плаще. На следующее утро девушка идет проверять кур и находит Белоснежку (Джиннифер Гудвин). Руби соглашается помочь Снежке, которая, будучи в бегах, просит назвать её Мэри. Они идут набрать ведро воды и замечают, что вода наполнена кровью. Также они находят тела, которые лежат на снегу. Позже, в ратуше, Бабушка рассказывает крестьянам о своей встрече с волком, который убил её семью 60 лет назад и оставил её со шрамом, заявив, что не существует способа, могущий убить нового. Но несмотря на это, Руби и Белоснежка, ставшие подругами, решили, что будут искать волка сами.
Шапочка находит следы волка, но они превращаются в человеческие следы. Хуже того, они приводят к её дому и вспоминает, что последним там был Питер. В ту ночь девушка говорит Питеру, что он оборотень, и поэтому она должна связать его в полнолуние, но она останется с ним. В доме Бабушка узнает, что в плаще Белоснежка. Та уверяет старушку, что они в безопасности, так как Красная Шапочка связала Питера. Бабушка встревожена этим и объясняет, что её внучка и есть этот волк-оборотень. Оказывается, сама она — тоже волчица, но потеряла свою мощность из-за возраста и силы воли, хотя все ещё может отследить по запаху что угодно. Они находят дерево, где Шапка сковала Питера, но слишком поздно: она прошла превращение и растерзала его. Бабушка стреляет в Руби серебряной стрелой, и Снежка накидывает на неё плащ. Красная Шапочка возвращается в человеческий облик и в ужасе обнаруживает, что она сделала. Но охота началась, и Бабушка вместе с подругами спешно идут домой.

### В Сторибруке
В офисе шерифа Эмма (Дженнифер Моррисон) расспрашивает Дэвида (Джошуа Даллас) об отсутствии Кэтрин, но поскольку нет доказательств преступления, она позволяет ему идти. В кафе "У бабушки", Руби (Меган Ори) общается с Августом (Эйон Бэйли), который рассказывает ей о своих путешествиях. Бабушка долго зовет её и говорит ей, чтобы она начала больше работать. Руби говорит ей, что она предпочла бы увидеть мир, как Август, и увольняется. Эмма и Мэри Маргарет (Джиннифер Гудвин) встречают Руби и Вэйла (Дэвид Андерс), который хотел ей помочь. Они предлагают, чтобы она жила с ними и она соглашается. Мэри Маргарет позже идет к тому месту, где исчезла Кэтрин и встречает Дэвида, который ведет себя странно и не устает повторять снова и снова, что он ищет жену, оставив Мэри Маргарет, очень обеспокоенной его поведением.
Вернувшись в офис шерифа, Генри (Джаред Гилмор) помогает Руби найти работу. Когда Руби отвечает на звонки и принимает сообщения для Эммы, она восхищается ею и предлагает ей работу в качестве своего помощника. Руби идет забрать обед для всех, в то время как, Мэри Маргарет идет, чтобы сказать Эмме все, что произошло с Дэвидом. В закусочной, Руби пытается выставить напоказ, как она сейчас счастлива, но бабушка не обращает на это внимание. Когда она возвращается с едой, Эмма говорит Руби, что она собирается помочь ей найти Дэвида. Они следуют по дорожке в лесу, когда Руби слышит что-то. Она и Эмма находят Дэвида почти без сознания. Он говорит, что ничего не помнит, с момента, как вышел из офиса шерифа предыдущей ночью. В то же время, Руби не понимает, как она нашла его.
В больнице доктор Вэйл говорит Дэвиду и Эмме, что Дэвид может падать в обморок, после того, как он вышел из комы.  Эмма просит Руби, чтобы она поехала к мосту и посмотрела, если она найдёт что-нибудь. Там Руби использует её неизвестные инстинкты и находит ненужный кусок дерева. Она кричит в ужасе, когда она видит, что находится внутри коробки. Вернувшись в офис, Эмма открывает коробку. Она говорит Руби, что она сделала хорошую работу, но Руби не хочет больше работать в полиции. Руби приходит в закусочную, где она разговаривает с Бабушкой, и говорит, что хочет вернуться. Бабушка говорит Руби, что когда она выйдет на пенсию, то Руби станет владелицей. После она обнимает её, Руби получает возможность вернуться на работу и увольняется с работы Эммы.
Мэри Маргарет приходит на место работы Дэвида и пытается его успокоить. Эмма приходит, чтобы рассказать им о коробке, в котором содержится человеческое сердце и отпечатки пальцев внутри. Дэвид реагирует сразу и говорит Эмме, чтобы она его арестовала, но она останавливает его, чтобы сказать, что отпечатки пальцев принадлежат  другой подозреваемой, Мэри Маргарет.

### Открывающая сцена
В открывающей сцене появляются волк и Красная Шапочка.

## Съёмки
«Пойманный с поличным» был написан продюсером Джейн Эспенсон. Директором стал Рон Андервуд.

## Рейтинги
Аудитория сократилась на предыдущей неделе, возможно, из-за перехода на летнее время в Соединенных Штатах. Он имел в рейтинге "18-49" 2,9 / 8 и наблюдали 9,81 миллион зрителей. Эпизод опередил The Amazing Race на CBS  Симпсонов на FOX и в то же время право Гарри на NBC.